# تپه گورستان قلعه جوق
تپه قبرستان قلعه جوق مربوط به عصر مفرغ است و در شهرستان اهر، بخش مرکزی، دهستان بزکش، روستای تازه کند واقع شده و این اثر در تاریخ ۱۵ دی ۱۳۸۷ با شمارهٔ ثبت ۲۳۹۶۲ به‌عنوان یکی از آثار ملی ایران به ثبت رسیده است.